# Carlos Reinhard

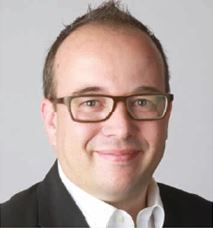
Carlos Reinhard 2014

Carlos Reinhard (* 29. August 1972; heimatberechtigt in Sumiswald, Kanton Bern, Schweiz) ist Unternehmer seiner eigenen Reinhard-Gruppe und Politiker (FDP.Die Liberalen). Seit den Wahlen 2014 ist er Mitglied im Grossen Rat des Kantons Bern.

## Leben
Reinhard wurde in Thun geboren. Die Primar- und Sekundarschule besuchte Reinhard in Steffisburg. Die berufliche Ausbildung als Textilpfleger absolvierte Reinhard in Bern. Längere Zeit leistete Reinhard Militärdienst bei der Pz Gren Schulen 21 in Thun, wo er bis zum Hauptfeldweibel aufgestiegen ist. Nach einigen Ausbildungen an Wirtschaftsschulen übernahm Reinhard zusammen mit seinem Bruder die Nachfolge im elterlichen Betrieb. 2014 verliess der Bruder die Reinhard-Gruppe, um sich neu zu orientieren. 
Im Mai 2017 informierte Reinhard, dass er seinen operativen Betriebsteil der Grosswäscherei an die Bardusch-Gruppe verkauft hat. Er bleibt Besitzer der verschiedenen Immobilien. Im September 2017 lancierte er seine neue Firma „Reinhard Advisory AG“ und sitzt in diversen Verwaltungs- und Stiftungsräte sowie in Vorstände von Wirtschaftsverbänden.
Reinhard heiratete 1996 und hat eine Tochter und einen Sohn. 2014 trennte sich Reinhard und lebte mit seinen Kindern zusammen. Reinhard spricht neben Deutsch, Französisch, Englisch auch Spanisch, da seine Mutter gebürtige Spanierin ist.

## Politisches
Reinhard begann seine politische Karriere in verschiedenen Funktionen bei der FDP in der Stadt Thun. 1998 wurde er zum Vizepräsidenten gewählt. Am 1. Januar 2005 wurde Reinhard Thuner Stadtrat. Von 2007 bis 2010 bekleidete er das Präsidentenamt der FDP Stadt Thun. Ende 2011 beendete Reinhard die lokale Politik vorerst.
Im März 2014 wurde Reinhard in den Berner Grossen Rat gewählt. Kurz vor der ersten Session, nominierte ihn seine kantonale Fraktion einstimmig zum Kandidaten als zweiten Rats-Vizepräsidenten. Er schaffte die Wahl im ersten Wahlgang. Am 30. Mai 2016 wurde Reinhard mit einem sehr guten Resultat als Präsident des Kantonsparlament gewählt und war somit für ein Jahr der "höchste Berner". Diese Wahl gilt als erstaunlich, da normalerweise neue Ratsmitglieder kaum bereits in ein Kantonspräsidium gewählt werden. Sein Jahresmotto für sein Präsidialjahr wählte Reinhard "Schneller als man denkt" und will damit das verstaubte, träge Image des Kanton Bern verbessern.
2018 kandidierte Reinhard sowohl für die Thuner Regierung wie auch für den Stadtrat. Er schaffte den Einzug ins Parlament, verzichtete aber darauf sein Amt anzutreten.
Seit August 2018 ist er Vizepräsident der FDP Kanton Bern.

## Positionen
Sein politisches Handeln gilt hauptsächlich dem „Familien-Unternehmertum“. Er möchte damit aufzeigen, dass sich Unternehmer vermehrt wieder in der Politik engagieren sollen.

## Fussballstadion Thun
Reinhard war mit seiner Grosswäscherei lange Zeit Co-Sponsor des FC Thun. Er durchlebte dabei viele Höhen und Tiefen. Immer wieder hat er sich eingesetzt, dass der Fussballklub überleben konnte. Reinhard arbeitete zusammen mit einem Komitee für die zweite Volksabstimmung für ein neues Fussballstadion in Thun. Nach dem erfolgreichen Abstimmungsentscheid der Thuner Stimmbevölkerung übernahm er den Gesamtaufbau und Koordination der Genossenschaft Arena Thun, welche er seit der Gründung bis Ende 2014 präsidierte. Das heutige Fussballstadion trägt den Namen Stockhorn-Arena.